# Folkeafstemningen i Finland om EU-medlemskab 1994
Folkeafstemningen i Finland om EU-medlemskab 1994  var en rådgivende folkeafstemning i Finland den 16. oktober 1994. 56.9% af vælgerne stemte for medlemskabet, med en valgdeltagelse på 70,8 %. I forhold til forfatninger fik Åland sin egen separate afstemning, her stemte et flertal også for medlemskabet.

## Resultater
| Valg                    | Stemmer   | %    |
| ----------------------- | --------- | ---- |
| For                     | 1.620.726 | 56,9 |
| Imod                    | 1.228.261 | 43,1 |
| Ugyldige/blanke stemmer | 12.578    | –    |
| Total                   | 2.861.565 | 100  |
| Kilde: Nohlen & Stöver  |           |      |